# خزف عباسي

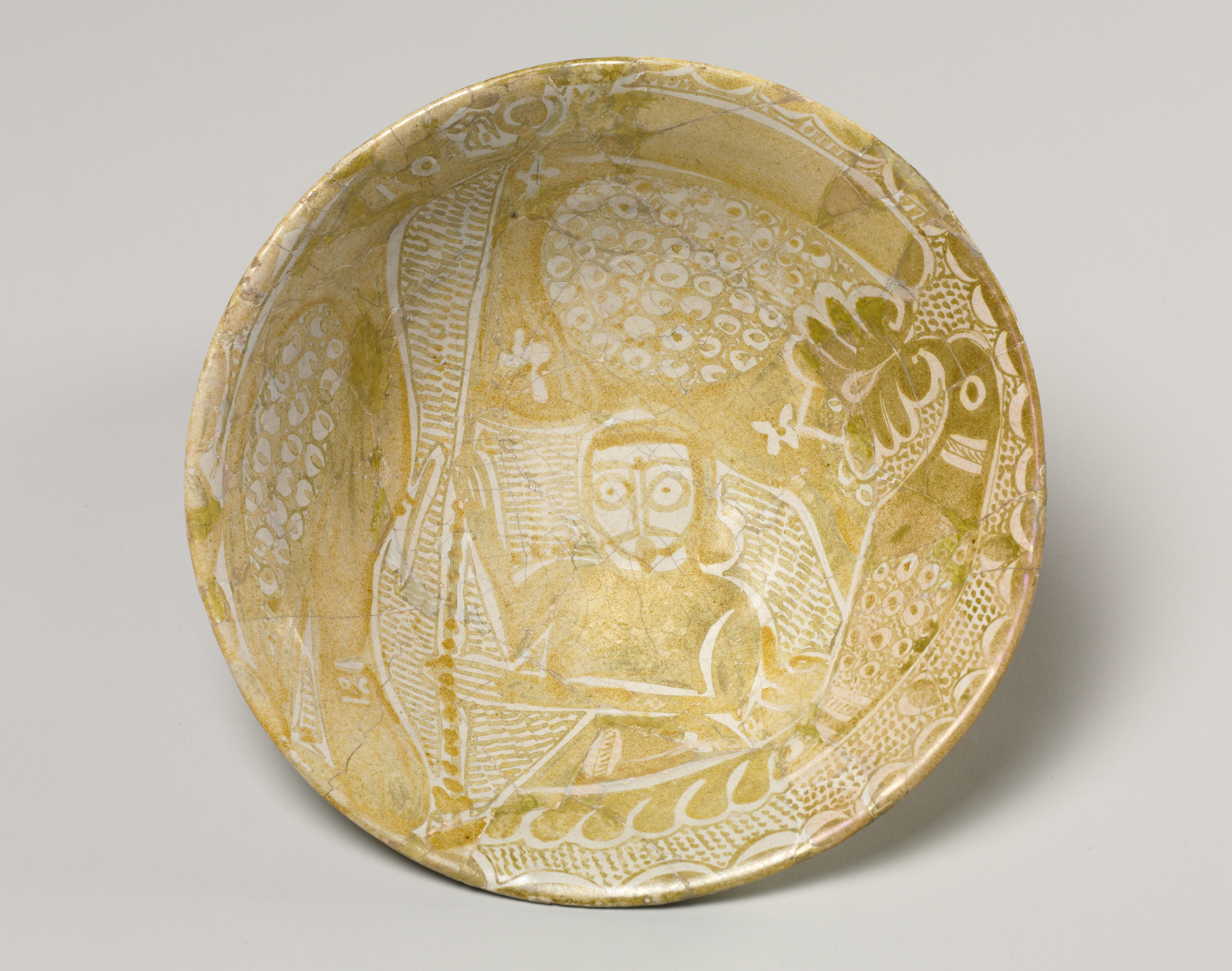
وعاء مصقول لرجل يحمل راية مع طاووس، من العراق، تعود للعصر العباسي، وتحديدًا القرن العاشر الميلادي

الخزف العباسي أو الفخار العباسي هو نوع من الفخار الإسلامي الذي صُنع في العراق خلال العصر العباسي، وخاصة خلال القرنين التاسع والعاشر في عاصمتي بغداد وسامراء. تأثرت صناعة الفخار العباسي بالواردات من شبكات التجارة الواسعة النطاق للعباسيين وانتشر في جميع أنحاء العالم الإسلامي في العصور الوسطى، وتتميز بجودتها وتنوعها الأسلوبي الواسع وتطوير تقنيات صناعة الفخار المصقول.
وبسبب الأهمية السياسية والثقافية والاقتصادية للعباسيين خلال هذه الفترة، فقد تمكنوا من استيعاب وتصدير قدر كبير من النفوذ، واكتسبوا خصائص وتقنيات الفخار القبطي والصيني وطوّروهم. كانت الخزفيات العباسية مصنوعة في المقام الأول من الطين ومزججة بمجموعة متنوعة من التقنيات، بما في ذلك تقنية الخزف المصقول، من أجل تقليد الخزف وإنتاج جودة لامعة ومتعددة الألوان. كان الزخرفة متأثرة بشكل أساسي بالبيئة المحلية وتضمنت مجموعة كبيرة ومتنوعة من أنواع التصاميم، بما في ذلك الصور النباتية والتصويريات، والأشرطة الهندسية، والخط، والتصاميم المجردة.

## صعود العباسيين

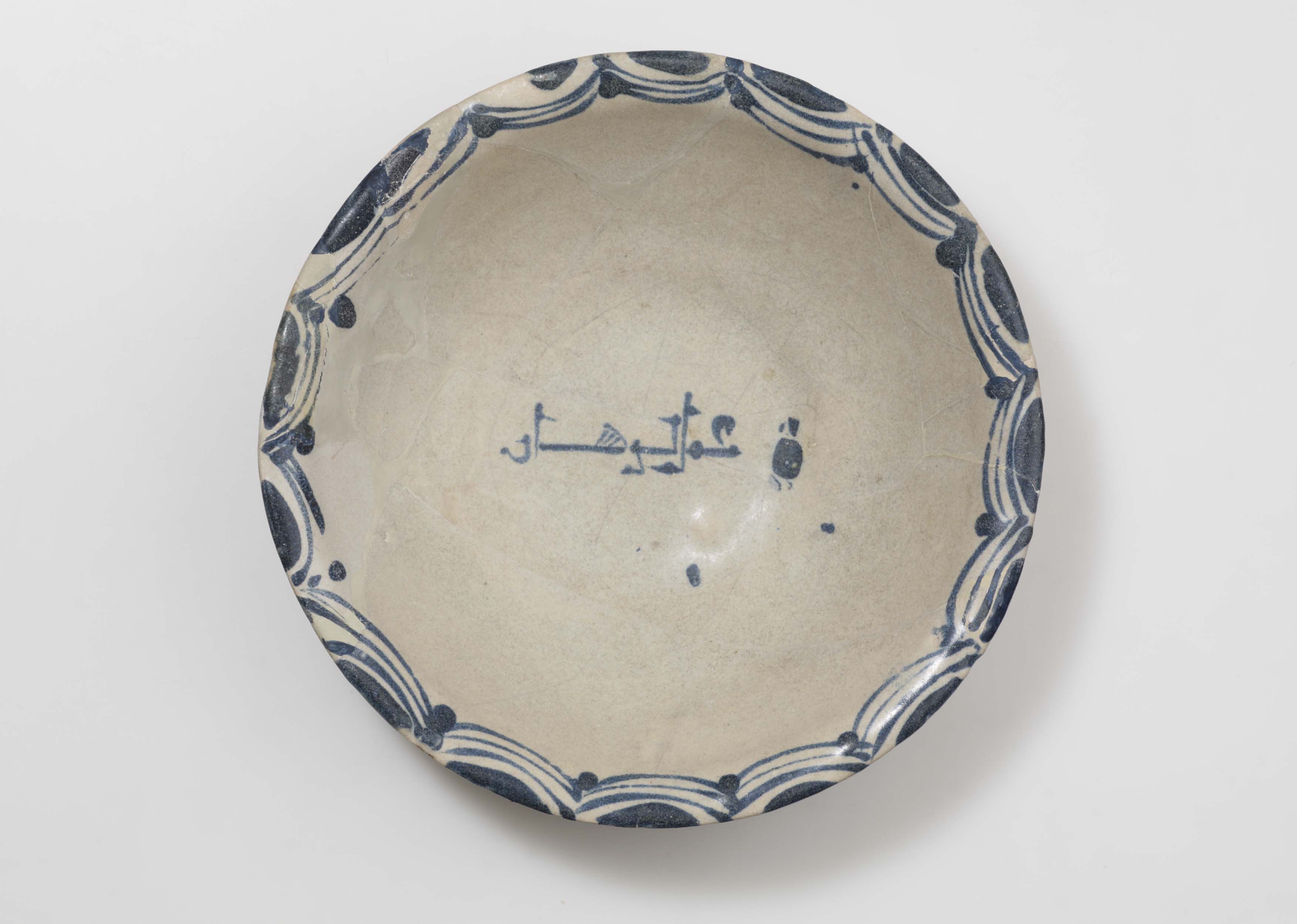
وعاء فخاري مصقول، القرنين التاسع والعاشر، العراق

أطاحت الأسرة العباسية بالأمويين، ووصلت إلى السلطة في العراق في عام 749م. لقد تمتعوا بقدر كبير من القوة السياسية والثقافية منذ فترة وجيزة بعد صعودهم وحتى منتصف القرن العاشر. نقل العباسيون العاصمة إلى بغداد، وهي المدينة التي أصبحت مركزًا عالميًا للتجارة في الثقافة والأفكار للعالم. كان ذلك خلال ذروة الحكم العباسي، في القرنين التاسع والعاشر، عندما أصبحت عواصمهم مواقع للإنتاج الفني الهائل، بما في ذلك الخزف (السيراميك) والأواني الفخارية المستوحاة من الصين والأعمال المعدنية والخشب. اشتهرت الأسرة العباسية ببيت الحكمة، وهو مركز مخصص لحفظ وترجمة المعرفة الفارسية واليونانية والهندية القديمة إلى اللغة العربية. وامتدت هذه الهيمنة الثقافية أيضًا إلى عالم الخزف (السيراميك)، حيث سرعان ما أصبح بغداد والعباسيون خبراء في هذه الحرفة. عُثر على الخزف العباسي في مواقع مختلفة حول العالم الإسلامي وخارجه، وكان متأثرًا بمجموعة واسعة من ممارسات الفخار، بما في ذلك الخزف الصيني.

## التأثير القبطي والصيني

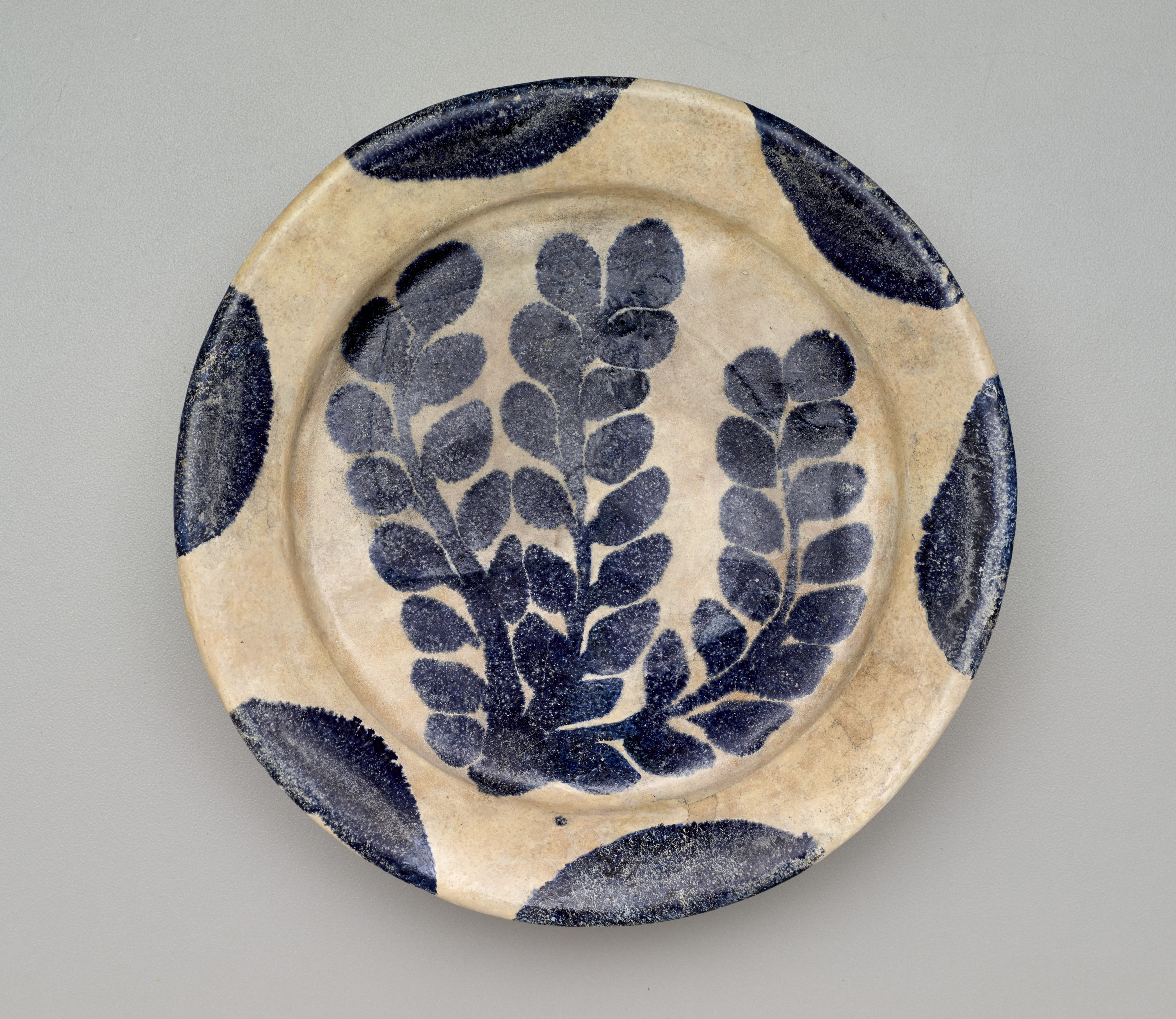
وعاء عباسي مصنوع من "فخار مطلي باللون الأزرق على طبقة بيضاء غير شفافة." يعود إلى 800-900م

في السنوات الأولى من الحكم العباسي، وصلت طريقة جديدة لتزجيج الفخار إلى العراق، منتشرة من مصر حيث نشأت كـ "فخار قبطي مزجج". من المرجح أن وصول هذه التقنية إلى منطقة حيث كان يتم تزجيج الفخار من فقط من خلال عملية مختلفة ذات نتائج أقل دقة كان استجابة للسوق الكبيرة التي نشأت عندما أصبحت بغداد عاصمة العباسيين. ردًا على استيراد المنتجات الخزفية من الصين، وهي المبادرة التي ازدهرت أيضًا بعد هذا النقل، غُيرَت تقنية التزجيج الجديدة في النهاية لتبدو باللون الأبيض، وهو الابتكار الذي أصبح شائعًا ومنتشرًا على نطاق واسع. وقد طُرح هذا المسار العام كبديل أكثر معاصرة للنظرية السابقة، والتي كانت ترى أن أصل الخزف العباسي المزجج بدأ حصريًا باستيراد السلع الخزفية الصينية.
على الرغم من أن التأثير الصيني قد فُوض بدور أقل في الإلهام الأولي، إلا أن هذه السلع المستوردة أثرت بالتأكيد على شكل وتفاصيل القطع العباسية. ومع ذلك، لم يكن هذا التأثير ظاهرًا "في اتجاه واحد". كان هناك حوار أسلوبي مهم بين العباسيين وجيرانهم الصينيين، حيث توجد أدلة على أنهم قاموا بإعادة إنتاج أعمال بعضهم البعض باستخدام موادهم الخاصة، مما أدى إلى سلسلة من النسخ.

## مواقع الإنتاج والممارسات

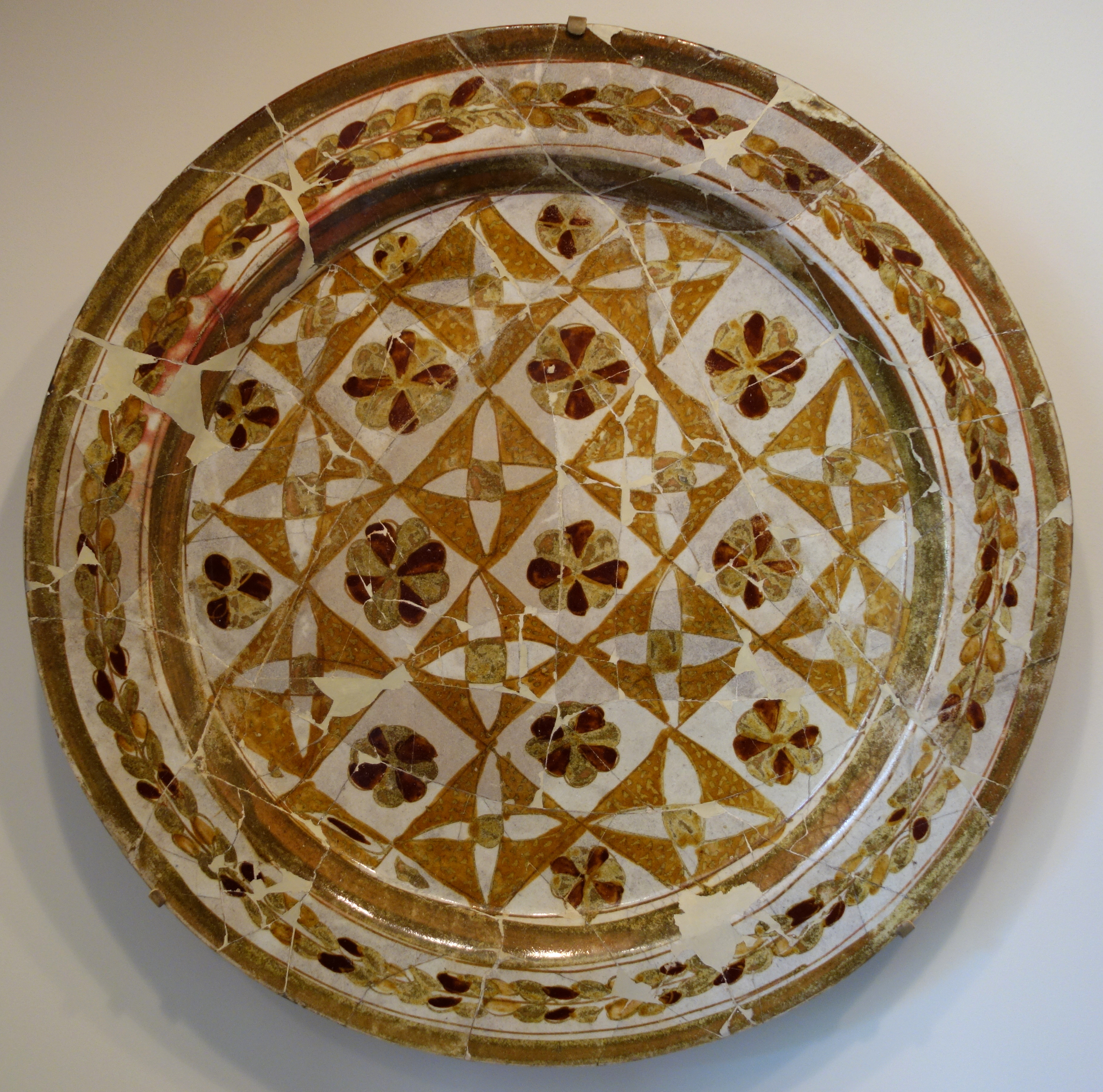
طبق مطلي باللمعان مع طلاء شفاف من الرصاص، القرن التاسع أو العاشر، العراق

كان الخزف العباسي يعتمد في المقام الأول على مزيج من الطين ومواد أخرى، مثل الرمل، لتعزيز الملمس والجودة. تميزت هذه الفترة من الإنتاج بشكل كبير بطرق التزجيج، وأبرزها التزجيج اللامع والقصدير الأبيض. وبما أن الخزافين العباسيين لم يكن لديهم إمكانية الوصول إلى الخزف، فقد أصبح اختراع الطلاء الأبيض القائم على القصدير بديلاً شائعًا.
تتضمن عملية إنتاج الفخار العباسي المصقول خطوتين: أولًا، يُطلى الفخار بطبقة بيضاء غير شفافة وحرقه في فرن. وبعد ذلك أُطلق للمرة الثانية في فرن الاختزال، مما أدى إلى ظهور رواسب أنتجت لمعانًا لامعًا يشبه مظهر الخزف وهو ما سُمي مصقول. على الرغم من أن الفخار يبدو أكثر خشونة لأنه لا يُحرق إلى درجة التزجيج.
وقد عُثر على مواقع أفران ونُقب عنها في المدن العباسية سامراء وسوسة وسيراف، حيث تحتوي سيراف على بقايا 30 فرنًا من القرن العاشر. ومع ذلك، يُعتقد أن الكثير من الفخار الموجود في سيراف اُستُورد من العراق، بما في ذلك سامراء. على الرغم من اكتشاف موقع فرن واحد فقط بالقرب من سامراء، إلا أن الكميات الكبيرة من الفخار التي عُثر عليها حول المدينة دفعت علماء الآثار إلى الاعتقاد بأنها كانت موقع إنتاج رئيس.

## الأيقونات

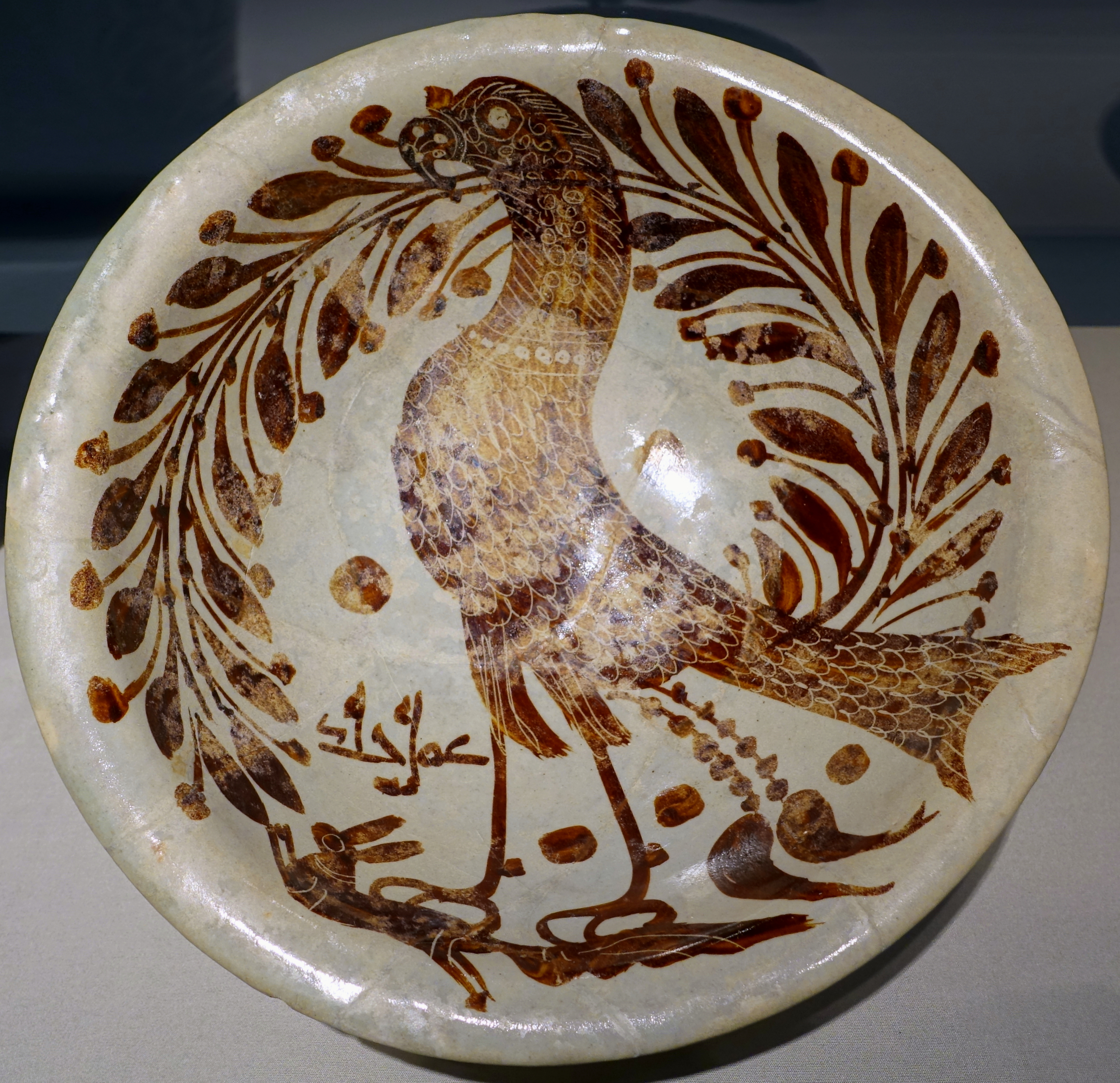
وعاء مطلي باللمعان عليه صورة طائر، يعود للقرن التاسع أو العاشر الميلادي، من العراق

كانت الأيقونات الموجودة في الفخار العباسي مستوحاة من الزخارف المتوسطية والإيرانية الكلاسيكية، بما في ذلك التصاميم النباتية والتصاميم المجردة والأنماط الهندسية المخططة، بالإضافة إلى الصور التصويرية. كان النقش أيضًا شكلًا شائعًا للزخرفة، بما في ذلك العبارات الدينية وتوقيعات الحرفيين. سمح تطور الزخارف اللامعة للحرفيين باستخدام الأيقونات بطرق جديدة، وتغطية التصميمات بطبقة لامعة سمحت للألوان باكتساب درجات وجوانب مختلفة اعتمادًا على الضوء. صُنع الخزف المصقول بتصميمات متعددة الألوان، وثنائية اللون، وأحادية اللون، حيث أصبح اللون الأحادي أكثر شعبية من اللون المتعدد بمرور الوقت.
وفي سامراء، استُخدم بلاطات الخزف المصقول أيضًا في الزخارف المعمارية، مع العديد من الزخارف الأيقونية نفسها الموجودة في الفخار، وخاصة التصاميم المجردة. ربما اُستُخدمَت هذه البلاطات معًا لتشكيل إفريز. أصبح استخدام البلاط المزجج في الهندسة المعمارية أكثر شيوعًا في أواخر العصر العباسي، عندما اُستخدم البلاط الملون الزاهي لتسليط الضوء على أعمال الطوب الأكثر هدوءًا.